# Слуп-Другий
Слуп-Другий (пол. Słup Drugi) — село в Польщі, у гміні Борове Ґарволінського повіту Мазовецького воєводства.
У 1975-1998 роках село належало до Седлецького воєводства.